# Kurias

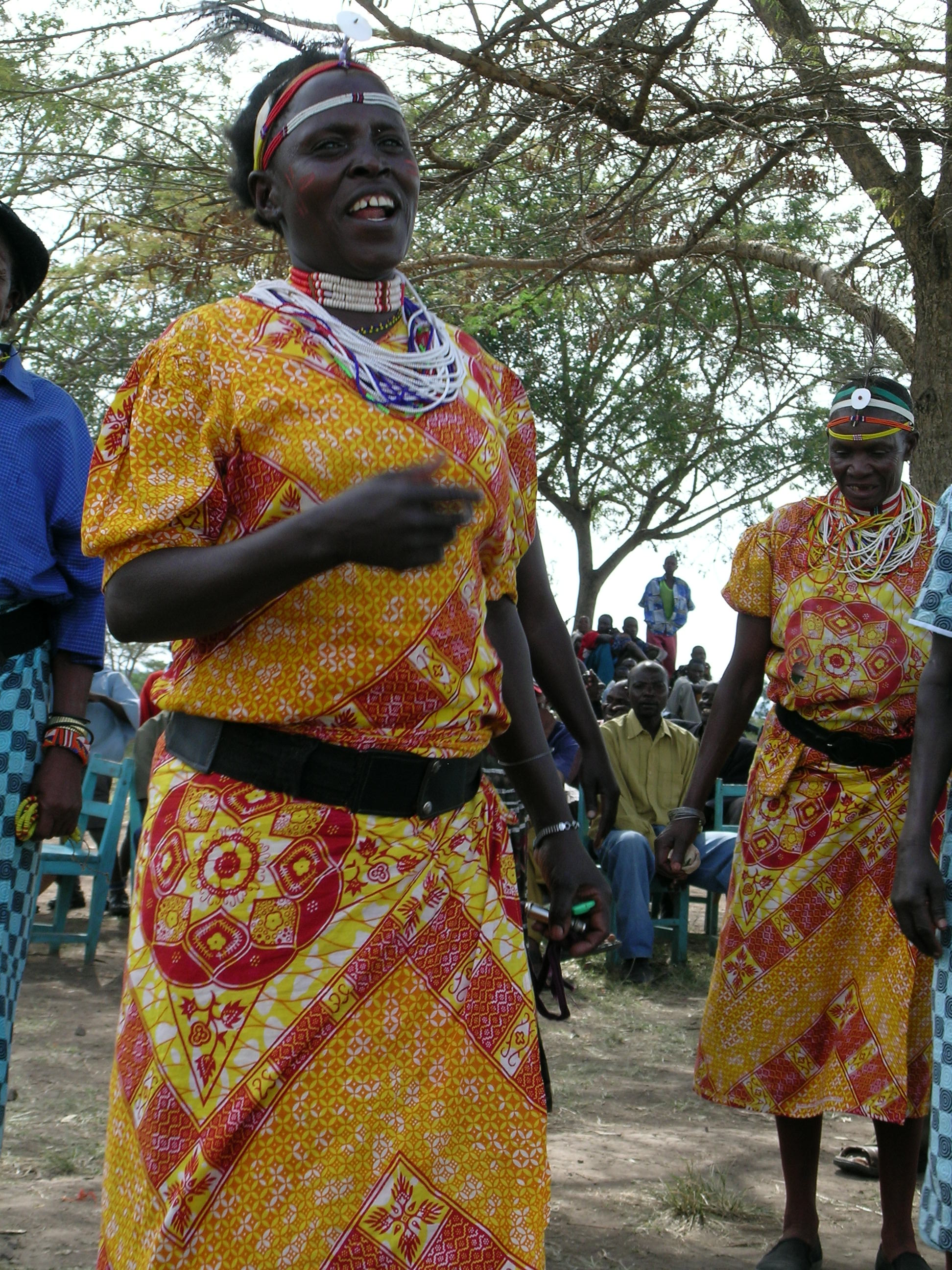
Kurias do Quênia cantando e dançando.

Os kurias são um grupo étnico e lingüístico residente nos distritos de Tarime e Serengeti, região de Mara, no norte da Tanzânia, além dos distritos ocidental e oriental da província de Nyanza, no sudoeste do Quênia. Em 1994 a população de kurias era estimada em 348.000, dos quais 213.000 viviam na Tanzânia e 135.000 no Quênia.
O povo kuria pratica a agricultura e o pastoreio, com predominância de práticas agrícolas entre os kurias tanzanianos, e a criação de gado entre os quenianos. Os kurias do distrito de Serengueti são distintivamente pastorais.
Os kurias se dividem em cerca de 16 "subtribos" ou clãs: Nyabasi, Bakira, Bairege, Bagumbe (que residem tanto em distritos quenianos quanto tanzanianos), Batimbaru, Banyamongo, Bakenye, Baikoma, Bamerani, entre outros.